# Rauðhólar (kullar i Island, Norðurland eystra, lat 65,87, long -16,35)
Rauðhólar är kullar i republiken Island. De ligger i regionen Norðurland eystra, 300 km nordost om huvudstaden Reykjavík.